# Giampietro Dore
Giampietro Dore (Orune, 4 maggio 1899 – 7 ottobre 1974) è stato un giornalista italiano, ultimo direttore de L'Avvenire d'Italia.

## Biografia
Primogenito di sei figli, apparteneva ad una famiglia cattolica di ispirazione socialista.

## Fonti
- Biografia della famiglia Dore su Unica.it (DOC) [collegamento interrotto], su unica.it.

| Controllo di autorità | VIAF (EN) 41292085 · ISNI (EN) 0000 0000 4107 0364 · SBN RAVV055821 · BAV 495/47212 · LCCN (EN) n2007038525 · GND (DE) 1223640825 |